# 黄昌瓘
黄昌瓘，唐朝中期黄洞蛮酋长。
黄昌瓘和黄少度二部，在唐宪宗时，攻陷宾、峦二州，进行占据。元和十一年（816年），攻打钦、横二州，邕管经略使韦悦将其击破，收复宾、峦二州。后来又攻邕州，攻陷左江镇；攻钦州，攻陷千金镇。刺史杨屿逃到石南栅，邕州刺史崔结将其击破。次年，又攻打钦州，杀将吏。黄昌瓘派部下陈少奇二十人请降唐朝，被唐敬宗接纳。